# Red Bull MotoGP Rookies Cup 2012
Der Red Bull MotoGP Rookies Cup 2012 war der sechste in der Geschichte des FIM-Red Bull MotoGP Rookies Cups.
Es wurden 15 Rennen bei acht Veranstaltungen ausgetragen.

## Punkteverteilung
Meister wurde derjenige Fahrer, der bis zum Saisonende die meisten Punkte in der Meisterschaft gesammelt hatte. Bei der Punkteverteilung wurden die Platzierungen im Gesamtergebnis des jeweiligen Rennens berücksichtigt. Die 15 erstplatzierten Fahrer jedes Rennens erhielten Punkte nach folgendem Schema:
Weltmeister wird derjenige Fahrer beziehungsweise der Hersteller, der bis zum Saisonende die meisten Punkte in der Weltmeisterschaft angesammelt hat. Bei der Punkteverteilung werden die Platzierungen im Gesamtergebnis des jeweiligen Rennens berücksichtigt. Die fünfzehn erstplatzierten Fahrer jedes Rennens erhalten Punkte nach folgendem Schema:
| Punkteverteilung | Punkteverteilung | Punkteverteilung | Punkteverteilung | Punkteverteilung | Punkteverteilung | Punkteverteilung | Punkteverteilung | Punkteverteilung | Punkteverteilung | Punkteverteilung | Punkteverteilung | Punkteverteilung | Punkteverteilung | Punkteverteilung | Punkteverteilung |
| ---------------- | ---------------- | ---------------- | ---------------- | ---------------- | ---------------- | ---------------- | ---------------- | ---------------- | ---------------- | ---------------- | ---------------- | ---------------- | ---------------- | ---------------- | ---------------- |
| Platz            | 1                | 2                | 3                | 4                | 5                | 6                | 7                | 8                | 9                | 10               | 11               | 12               | 13               | 14               | 15               |
| Punkte           | 25               | 20               | 16               | 13               | 11               | 10               | 9                | 8                | 7                | 6                | 5                | 4                | 3                | 2                | 1                |

In die Wertung kamen alle erzielten Resultate.

## Rennkalender
|   | Lauf | Datum         | Lauf           | Strecke                                                  | Streckenlayout |
| - | ---- | ------------- | -------------- | -------------------------------------------------------- | -------------- |
| 1 | 1    | 28. April     | Spanien        | Circuito de Jerez (Jerez de la Frontera)                 |                |
| 1 | 2    | 29. April     | Spanien        | Circuito de Jerez (Jerez de la Frontera)                 |                |
| 2 | 1    | 5. Mai        | Portugal       | Circuito do Estoril (Estoril)                            |                |
| 2 | 2    | 6. Mai        | Portugal       | Circuito do Estoril (Estoril)                            |                |
| 3 | 1    | 16. Juni      | Großbritannien | Silverstone Circuit (Silverstone)                        |                |
| 3 | 2    | 17. Juni      | Großbritannien | Silverstone Circuit (Silverstone)                        |                |
| 4 | 1    | 29. Juni      | Niederlande    | TT Circuit Assen (Assen)                                 |                |
| 4 | 2    | 30. Juni      | Niederlande    | TT Circuit Assen (Assen)                                 |                |
| 5 | 1    | 7. Juli       | Deutschland    | Sachsenring (Hohenstein-Ernstthal)                       |                |
| 5 | 2    | 8. Juli       | Deutschland    | Sachsenring (Hohenstein-Ernstthal)                       |                |
| 6 | 1    | 25. August    | Tschechien     | Automotodrom Brno (Brünn)                                |                |
| 6 | 2    | 26. August    | Tschechien     | Automotodrom Brno (Brünn)                                |                |
| 7 | –    | 15. September | San Marino     | Misano World Circuit Marco Simoncelli (Misano Adriatico) |                |
| 8 | 1    | 29. September | Aragonien      | Motorland Aragón (Alcañiz)                               |                |
| 8 | 2    | 30. September | Aragonien      | Motorland Aragón (Alcañiz)                               |                |

## Rennergebnisse
|   | Lauf | Datum  | Rennen         | Strecke     | Platz 1             | Platz 2         | Platz 3         | Pole-Position     | Schn. Rennrunde | Gesamtführender Fahrer |
| - | ---- | ------ | -------------- | ----------- | ------------------- | --------------- | --------------- | ----------------- | --------------- | ---------------------- |
| 1 | 1    | 28.04. | Spanien        | Jerez       | Florian Alt         | Marcos Ramírez  | Diego Pérez     | Marcos Ramírez    | Diego Pérez     | Florian Alt            |
| 1 | 2    | 29.04. | Spanien        | Jerez       | Lorenzo Baldassarri | Ivo Lopes       | Diego Pérez     | Marcos Ramírez    | Joe Roberts     | Lorenzo Baldassarri    |
| 2 | 1    | 05.05. | Portugal       | Estoril     | Scott Deroue        | Florian Alt     | Karel Hanika    | Ivo Lopes         | Kyle Ryde       | Florian Alt            |
| 2 | 2    | 06.05. | Portugal       | Estoril     | Scott Deroue        | Philipp Öttl    | Karel Hanika    | Ivo Lopes         | Karel Hanika    | Scott Deroue           |
| 3 | 1    | 16.06. | Großbritannien | Silverstone | Florian Alt         | Bradley Ray     | Kyle Ryde       | Karel Hanika      | Stefano Manzi   | Florian Alt            |
| 3 | 2    | 17.06. | Großbritannien | Silverstone | Philipp Öttl        | Scott Deroue    | Karel Hanika    | Karel Hanika      | Scott Deroue    | Philipp Öttl           |
| 4 | 1    | 29.06. | Niederlande    | Assen       | Florian Alt         | Philipp Öttl    | Ivo Lopes       | Karel Hanika      | Marcos Ramírez  | Philipp Öttl           |
| 4 | 2    | 30.06. | Niederlande    | Assen       | Florian Alt         | Marcos Ramírez  | Philipp Öttl    | Karel Hanika      | Livio Loi       | Florian Alt            |
| 5 | 1    | 07.07. | Deutschland    | Sachsenring | Scott Deroue        | Willi Albert    | Karel Hanika    | Nicolò Castellini | Scott Deroue    | Florian Alt            |
| 5 | 2    | 08.07. | Deutschland    | Sachsenring | Lukas Trautmann     | Stefano Manzi   | Scott Deroue    | Nicolò Castellini | Hafiq Azmi      | Florian Alt            |
| 6 | 1    | 25.08. | Tschechien     | Brünn       | Karel Hanika        | Livio Loi       | Florian Alt     | Karel Hanika      | Karel Hanika    | Florian Alt            |
| 6 | 2    | 26.08. | Tschechien     | Brünn       | Livio Loi           | Joe Roberts     | Stefano Manzi   | Karel Hanika      | Livio Loi       | Florian Alt            |
| 7 | –    | 15.09. | San Marino     | Misano      | Karel Hanika        | Lukas Trautmann | Livio Loi       | Bradley Ray       | Philipp Öttl    | Florian Alt            |
| 8 | 1    | 29.09. | Aragonien      | Aragón      | Lukas Trautmann     | Marcos Ramírez  | Florian Alt     | Karel Hanika      | Livio Loi       | Florian Alt            |
| 8 | 2    | 30.09. | Aragonien      | Aragón      | Karel Hanika        | Florian Alt     | Lukas Trautmann | Karel Hanika      | Jorge Martín    | Florian Alt            |

## Fahrerwertung
| Pos. | Fahrer              | Spanien | Spanien | Portugal | Portugal | Vereinigtes Konigreich | Vereinigtes Konigreich | Niederlande | Niederlande | Deutschland | Deutschland | Tschechien | Tschechien | San Marino | Aragonien | Aragonien | Gesamt |
| Pos. | Fahrer              | L1      | L2      | L1       | L2       | L1                     | L2                     | L1          | L2          | L1          | L2          | L1         | L2         | San Marino | L1        | L2        | Gesamt |
| ---- | ------------------- | ------- | ------- | -------- | -------- | ---------------------- | ---------------------- | ----------- | ----------- | ----------- | ----------- | ---------- | ---------- | ---------- | --------- | --------- | ------ |
| 1    | Florian Alt         | 1       | NC      | 2        | NC       | 1                      | 4                      | 1           | 1           | 5           | 4           | 3          | 4          | 5          | 3         | 2         | 233    |
| 2    | Scott Deroue        | 10      | NC      | 1        | 1        | 5                      | 2                      | 5           | 7           | 1           | 3           | 9          | NC         | 4          | NC        | 7         | 177    |
| 3    | Karel Hanika        | NC      | 16      | 3        | 3        | 10                     | 3                      | 6           | NC          | 3           | 9           | 1          | 16         | 1          | 5         | 1         | 173    |
| 4    | Philipp Öttl        | 6       | 4       | 8        | 2        | 4                      | 1                      | 2           | 3           | 7           | NC          | 10         | NC         | 8          | NC        | 5         | 159    |
| 5    | Lukas Trautmann     | 11      | 9       | 11       | 8        | 9                      | 18                     | NC          | 20          | 4           | 1           | 5          | 5          | 2          | 1         | 3         | 153    |
| 6    | Marcos Ramírez      | 2       | 6       | 7        | NC       | 14                     | 9                      | 8           | 2           | 6           | 5           | 4          | 12         | 10         | 2         | 4         | 153    |
| 7    | Bradley Ray         | NC      | 5       | 5        | 19       | 2                      | 6                      | 7           | 5           | 20          | 10          | 7          | 7          | 9          | 4         | 9         | 123    |
| 8    | Lorenzo Baldassarri | 8       | 1       | 14       | 10       | 12                     | 7                      | NC          | 11          | 11          | NC          | 8          | 6          | 7          | NC        | 6         | 101    |
| 9    | Joe Roberts         | 7       | NC      | 9        | 5        | 11                     | 12                     | 4           | 12          | 13          | 11          | 11         | 2          | 12         | 8         | 13        | 101    |
| 10   | Ivo Lopes           | 5       | 2       | 4        | NC       | NC                     | 5                      | 3           | 8           | 15          | 6           | 20         | 8          | NC         | NC        | 15        | 99     |
| 11   | Livio Loi           | 13      | 8       | 20       | 11       | NC                     | 17                     | 22          | 10          | 12          | 7           | 2          | 1          | 3          | NC        | NC        | 96     |
| 12   | Jorge Martín        | NC      | 12      | 12       | 6        | 6                      | 11                     | 10          | 6           | 19          | 8           | 6          | NC         |            | 7         | 10        | 82     |
| 13   | Stefano Manzi       | 15      | 17      | 19       | 12       | NC                     | NC                     | 9           | 14          | 9           | 2           | 22         | 3          | NC         | 6         | 8         | 75     |
| 14   | Diego Pérez         | 3       | 3       | 16       | 18       | 8                      | 15                     | 14          | 18          | 18          | 13          | 12         | 10         | 6          | 11        | NC        | 71     |
| 15   | Kyle Ryde           | 4       | NC      | 6        | 4        | 3                      | 8                      | 12          | NC          | 14          | NC          | 17         | NC         | 17         | 12        | 16        | 70     |
| 16   | Hafiq Azmi          | 14      | 7       | 10       | 7        | 17                     | 13                     | 11          | NC          | 8           | 17          | 14         | 9          | 11         | 9         | NC        | 63     |
| 17   | Aaron España        | 9       | NC      | 13       | 9        | 7                      | 16                     | 18          | 15          | 10          | 12          | 18         | 13         | 13         | 14        | 17        | 45     |
| 18   | Willi Albert        | 12      | NC      | 17       | 15       | 15                     | 21                     | 16          | 9           | 2           | 18          | 13         | NC         |            |           |           | 36     |
| 19   | Simon Danilo        | NC      | 13      | NC       | NC       | 13                     | 19                     | 13          | 4           | 22          | NC          | NC         |            |            |           |           | 22     |
| 20   | Jordan Weaving      | NC      | 11      | 15       | 16       | 18                     | 10                     | 19          | 19          | 21          | 14          | 19         | 14         | 16         | NC        | 11        | 21     |
| 21   | Nicolò Castellini   | NC      | 10      | 18       | 13       | NC                     | 14                     | 17          | 13          | NC          | NC          | 16         | NC         | 14         | 15        | 18        | 17     |
| 22   | Yui Watanabe        | NC      | 15      | 21       | 14       |                        |                        | 21          | NC          | 17          | 19          | 15         | 11         | 18         | 13        | 12        | 16     |
| 23   | Tarran Mackenzie    |         |         |          |          | 19                     | 20                     | 20          | 16          | NC          | 15          | 21         | 15         | 15         | 10        | 14        | 11     |
| 24   | Filippo Scalbi      | 16      | 14      | 22       | 17       | 16                     | 22                     | 15          | 17          | 16          | 16          | NC         | 17         | 19         | NC        | 19        | 3      |

| Farbe         | Bedeutung                               |
| ------------- | --------------------------------------- |
| Gold          | Sieger                                  |
| Silber        | 2. Platz                                |
| Bronze        | 3. Platz                                |
| Grün          | Platzierung in den Punkten              |
| Blau          | Klassifiziert außerhalb der Punkteränge |
| Violett       | Rennen nicht beendet (DNF)              |
| Violett       | nicht klassifiziert (NC)                |
| Rot           | nicht qualifiziert (DNQ)                |
| Schwarz       | disqualifiziert (DSQ)                   |
| Weiß          | nicht am Start (DNS)                    |
| Weiß          | zurückgezogen (WD)                      |
| Weiß          | Rennen abgesagt (C)                     |
| ohne Farbe    | nicht am Training teilgenommen (DNP)    |
| ohne Farbe    | verletzt oder krank (INJ)               |
| ohne Farbe    | ausgeschlossen (EX)                     |
| ohne Farbe    | nicht erschienen (DNA)                  |
| fett          | Pole-Position                           |
| kursiv        | Schnellste Rennrunde                    |
| unterstrichen | WM-Führung                              |
| hochgestellt  | Platzierung im Sprintrennen             |